# Vladimir Koezin
Vladimir Semjonovitsj Koezin (Russisch: Владимир Семёнович Кузин) (Oblast Archangelsk, 15 juni 1930 - Moskou, 5 oktober 2007) was een Russisch langlaufer. 

## Carrière
Koezin werd in 1954 verrassend wereldkampioen op de 30 en 50 kilometer in het Zweedse Falun. Tijdens dit toernooi won hij ook met Sovjetploeg de zilveren medaille op de estafette.
Twee jaar later tijdens de Olympische Winterspelen 1956 won Koezin de gouden medaille op de estafette.

## Belangrijkste resultaten

### Olympische Winterspelen
| Editie | Plaats            | Resultaten                       |
| ------ | ----------------- | -------------------------------- |
| 1956   | Cortina d'Ampezzo | estafette · 10e 15 km · 5e 30 km |

### Wereldkampioenschappen langlaufen
| Jaar | Plaats            | Resultaten                       |
| ---- | ----------------- | -------------------------------- |
| 1954 | Falun             | 30 km · 50 km · estafette ·      |
| 1956 | Cortina d'Ampezzo | estafette · 10e 15 km · 5e 30 km |